# Мюррей, Джозеф
Джозеф Эдвард Мюррей (англ. Joseph Edward Murray, [mɜ'riː]; 1 апреля 1919, Милфорд, Массачусетс — 26 ноября 2012, Бостон) — американский хирург-трансплантолог, первый пересадивший почку человеку. Получил Нобелевскую премию по медицине в 1990 году вместе с Эдуардом Томасом «за открытия, касающиеся трансплантации органов и клеток при лечении болезней».
Член Национальной академии наук США (1993), член Папской академии наук (1996).

## Биография
Джозеф Мюррей родился 1 апреля 1919 года в Милфорде (Массачусетс). В детстве и юношестве Мюррей много занимался спортом (американский футбол, хоккей, бейсбол). Когда он поступил в Колледж Святого Креста и готовился стать бейсбольным игроком, оказалось, что лабораторные занятия совпадали с тренировками. В результате он был вынужден бросить бейсбол. После окончания колледжа Мюррей получил медицинское образование в медицинской школе Гарвардского университета, затем вступил в армию и изучал хирургию в армейском госпитале Уэлей Фордж (Пенсильвания). С 1990 года Джозеф Мюррей являлся членом Папской академии наук.

## Научный вклад
В декабре 1954 года Мюррей впервые в мире пересадил почку между двумя идентичными близнецами. В 1959 году ему удалось сделать аллографт, то есть пересадить почку больному от неродственного донора. В 1962 году Мюррей совершил первую трансплантацию почки от умершего донора. В последующие годы Мюррей был мировым лидером трансплантационной биологии в использовании иммунодепрессантов и исследовании механизма реакции отторжения трансплантата. Открытие иммунодепрессантов, таких как азатиоприн, позволили пересаживать почки от неродственных доноров.
Джозеф Мюррей был главным пластическим хирургом в Детском госпитале Бостона с 1972 по 1985 годы, ушёл на пенсию в 1986 году в качестве почётного профессора медицинской школы Гарвардского университета.
В 1992 году подписал «Предупреждение человечеству».

## Публикации
- Joseph Murray. Surgery of the Soul (англ.). — Science History Publications, 2001. (hardcover)